# A dzsungel könyve 2. – Maugli és Balu
A dzsungel könyve 2. – Maugli és Balu (eredeti cím: The Second Jungle Book: Mowgli & Baloo) 1997-ben bemutatott amerikai film, Duncan McLachlan rendezésében. A mű valós díszletek között készült élőszereplős szabad feldolgozása A dzsungel könyve Ká vadászata című epizódjának, és címével ellentétben nem A dzsungel második könyve történetei alapján készült. A főszerepekben Jamie Williams, Billy Campbell, Roddy McDowall, Gulshan Grover és David Paul Francis láthatóak. A mozifilm a MDP Worldwide gyártásában készült, a TriStar Pictures forgalmazásában jelent meg. Műfaját tekintve kalandfilm.
Amerikában 1997. május 16-án, Magyarországon 1997. november 11-én mutatták be a mozikban.
A forgatás Srí Lankán, a Kandy Mountain térségében zajlott.

## Cselekmény
Egy indiai fiút, Mauglit, állatok nevelnek fel a dzsungelben, akikkel összebarátkozik: egy farkasfalka, Balú, a fekete medve és Bagira, a fekete párduc. Vannak azonban ott ellenségei is: Sir Kán, a gonosz tigris, aki megölte a gyerek apját, és a majomhorda, a Bender-log. (Őket gyűlöli a dzsungel szinte valamennyi állata.) Tízéves, amikor a film szerinti események történnek.
Egy Harrison nevű amerikai helybéli útitársával, Csucsundrával utazza be Indiát, különlegességeket keresve cirkusza számára. A két férfi meglátja Mauglit. Harrison magával akarja vinni Amerikába. Maugli elfut, de elcseni Csucsundra kedvenc majmát, Timót.
Maugli szövetkezik Timóval, ez azonban arra készteti a farkasfalkát, hogy száműzze őt. Timóról ugyanis azt hiszik, hogy rokonságban áll a Bender-loggal. Timót csakhamar elrabolja a majomhorda. Amikor Balú és Maugli elmennek megmenteni őt, Balút ketrecbe zárja a Bender-log.
Időközben Harrison segítőre tesz szert egy gazdag vezetőben, Buldeóban. Buldeó nem más mint Maugli apai nagybácsija, aki tudja, hogy amíg Maugli él, ez hátráltatja, hogy hozzájusson testvére vagyonához. Hamarosan találkoznak egy kígyóbűvölővel, Karaittal és az óriáskígyójával, Kával.
Buldeó a dzsungelbe vezeti az embereket, hogy elfogják Mauglit, de titokban azt tervezi, hogy meggyilkolja őt. Ká segítségével az emberek elrabolják Mauglit. Éjszaka, egy Sir Kánnal vívott csata során Maugli megszökik. Buldeó megtalálja a fiút, és majdnem megöli őt, de Harrison közbelép. Maugli ketrecbe kerül.
Másnap reggel, Balú (aki valahogy elszökött a majmoktól) megérkezik kiszabadítani Mauglit. Maugli és Balú megérkezik az ősi városba, ahol Maugli megtalálja Timót és találkozik az őrült Murphy királlyal, aki szeretné, hogy a fiú legyen a király.
Megérkezik a négy férfi, aki Mauglit keresi. Harrison az első, aki rálel. Amikor megpróbál segíteni neki, Buldeó beavatkozik, megsebesítve Harrisont, azután megpróbálja lelőni az unokaöccsét. Megjönnek Maugli barátai, és Buldeó elbújik egy ágyú csövében. Később Ká segít Mauglin. Harrison ráébred, a fiú nem való a cirkuszba. Csucsundra is újra találkozik Timóval. A majmok elsütik az ágyút, amelyben Buldeó elrejtőzött, a dzsungel másik végére juttatva őt, ahol Sir Kán megöli. Maugli a farkasfalkával tart.

## Szereplők
| Szereplő          | Színész                  | Magyar hang                                  |
| ----------------- | ------------------------ | -------------------------------------------- |
| Maugli            | Jamie Williams           |                                              |
| Buldeó            | Gulshan Grover           | Csuja Imre                                   |
| Harrison          | Bill Campbell            | Lux Ádám                                     |
| Murphy király     | Roddy McDowall           | Harsányi Gábor                               |
| Chuchundra        | David Paul Francis       | Kerekes József                               |
| Karait            | Dyrk Ashton              |                                              |
| Emily Reece       | Cornelia Hayes O'Herlihy | Csere Ágnes                                  |
| Reece tábornok    | B.J. Hogg                |                                              |
| Molly Ward        | Amy Robbins              |                                              |
| Ward százados     | Hal Fowler               | Lázár Sándor                                 |
| férfiak a vonaton |                          | Palóczy Frigyes Rudas István Wohlmuth István |

## Értékelése
A bírálók és a nézők véleménye egyaránt megoszlott.